# Annulohypoxylon michelianum
Annulohypoxylon michelianum är en svampart som först beskrevs av Ces. & De Not., och fick sitt nu gällande namn av Y.M. Ju, J.D. Rogers & H.M. Hsieh 2005. Annulohypoxylon michelianum ingår i släktet Annulohypoxylon och familjen kolkärnsvampar.   Inga underarter finns listade i Catalogue of Life.